# Камберленд (плато)
Ка́мберленд (англ. Cumberland Plateau) — плато на юго-востоке США, представляющее собой юго-западное предгорье Аппалач.
Высота плато снижается с 1200 м на востоке до 500 м на западе. Поверхность сложена пластами песчаников и известняков, которые полого наклонены к западу. Восточная окраина подмывается реками Теннесси и Клинч и образует крутой обрыв над Большой Долиной, достигая относительной высоты 300 м. Плато прорезают глубокие долины рек систем Камберленд и Теннесси. Широко распространены проявления карста. На территории плато произрастают лиственные леса, сильно пострадавшие от вырубки. Имеются месторождения каменного угля.
Северо-восточнее плато расположен одноимённый хребет.